# Тухенбах
Тухенбах (њем. Tuchenbach) општина је у њемачкој савезној држави Баварска. Једно је од 14 општинских средишта округа Фирт. Према процјени из 2010. у општини је живјело 1.264 становника. Посједује регионалну шифру (AGS) 9573129.

## Географски и демографски подаци
Тухенбах се налази у савезној држави Баварска у округу Фирт. Општина се налази на надморској висини од 345 метара. Површина општине износи 6,5 km². У самом мјесту је, према процјени из 2010. године, живјело 1.264 становника. Просјечна густина становништва износи 195 становника/km².